# Curvularia penniseti
Curvularia penniseti är en svampart som först beskrevs av Mitra, och fick sitt nu gällande namn av Karel Bernard Boedijn 1933. Curvularia penniseti ingår i släktet Curvularia och familjen Pleosporaceae.   Inga underarter finns listade i Catalogue of Life.